# Bataille d'Arques
Huitième guerre de religion (1585–1598)
Batailles
Guerres de Religion en France
Prélude
- Mérindol (1545)
- Amboise (1560)
- Colloque de Poissy (1561)

Première guerre de Religion (1562-1563)
- Édit de Saint-Germain (1562)
- Massacre de Wassy (1562)
- Toulouse (1562)
- Vergt (1562)
- Rouen (1562)
- Dreux (1562)
- Orléans (1563)
- Paix d'Amboise (1563)

Deuxième guerre de Religion (1567-1568)
- Surprise de Meaux (1567)
- Michelade (1567)
- Saint-Denis (1567)
- Chartres (1568)
- Paix de Longjumeau (1568)

Troisième guerre de Religion (1568-1570)
- Jarnac (1569)
- La Roche-l'Abeille (1569)
- Poitiers (1569)
- Orthez (1569)
- Montcontour (1569)
- Saint-Jean-d'Angély (1569)
- Arnay-le-Duc (1570)
- Rabastens (1570)
- Paix de Saint-Germain-en-Laye (1570)

Quatrième guerre de Religion (1572-1573)
- Saint-Barthélemy (1572)
- Sancerre (1572-1573)
- Sommières (1573)
- La Rochelle (1573)

Cinquième guerre de Religion (1574-1576)
- Dormans (1575)
- Édit de Beaulieu (1576)

Sixième guerre de Religion (1577)
- Paix de Bergerac (1577)
- Édit de Poitiers (1577)

Septième guerre de Religion (1579-1580)
- Traité de Nérac (1579)
- Paix du Fleix (1580)

Huitième guerre de Religion (1585-1598) 
Guerre des Trois Henri

- Traité de Joinville (1584)
- Édit de Nemours (1585)
- Jarrie (1587)
- Coutras (1587)
- Vimory (1587)
- Auneau (1587)
- Journée des Barricades (1588)
- Arques (1589)
- Ivry (1590)
- Paris (1590)
- Journée des Farines (1591)
- Chartes (1591)
- Poncharra (1591)
- Châtillon (1591)
- Rouen (1591-1592)
- Craon (1592)
- Port-Ringeard (1593)
- Fort Crozon (1594)
- Fontaine-Française (1595)
- Doullens (1595)
- Amiens (1597)
- Édit de Nantes (1598)

Rébellions huguenotes (1621-1629)
- Saumur (1621)
- Saint-Jean-d'Angély (1621)
- La Rochelle (1621)
- Montauban (1621)
- Riez (1622)
- Royan (1622)
- Sainte-Foy (1622)
- Nègrepelisse (1622)
- Saint-Antonin (1622)
- Montpellier (1622)
- Saint-Martin-de-Ré (1622)
- Traité de Montpellier (1622)
- Blavet (1625)
- Île de Ré (1625)
- Traité de Paris (1626)
- Saint-Martin-de-Ré (1627)
- La Rochelle (1627-1628)
- Privas (1629)
- Alès (1629)
- Montauban (1629)
- Paix d'Alès (1629)

Révocation de l'édit de Nantes (1685)
La bataille d'Arques eut lieu du 15 au 29 septembre 1589 entre les troupes royales de Henri IV et les Ligueurs dirigés par Charles de Mayenne.

## Contexte
À la suite du décès de Henri III, le roi de Navarre protestant Henri de Bourbon est appelé à régner sous le nom d'Henri IV. Il déclare très vite vouloir « maintenir et conserver la religion catholique, apostolique et romaine » ; cependant, les grandes villes françaises se rangent derrière la Ligue et son chef, Charles de Lorraine, duc de Mayenne, frère cadet du défunt duc de Guise.
À ce moment-là, l'armée royale d’Henri IV n'est plus que l'ombre d'elle-même. Ce dernier ne peut compter que sur 20 000 hommes à peine pour conquérir un royaume qui se refuse à lui. Pour réaliser cette reconquête, il répartit son armée sous trois commandements distincts : le duc de Longueville pour la Picardie, le maréchal d’Aumont pour la Champagne tandis qu'Henri IV s’attribue la Normandie où il attend les renforts promis par la reine d’Angleterre Élisabeth Ire.
Ainsi, le 6 août 1589, Henri IV installe son camp et ses 8 000 hommes à Dieppe.

## Préparatifs précédant la bataille
Du côté de ses opposants, on trouve Charles de Mayenne, chef de la Ligue, qui désire récupérer ce port stratégique de Normandie et surtout évincer Henri IV. Il rassemble 35 000 hommes (en plus des milices cambrésiennes et des Lorrains du marquis de Pont à Mousson) en vue d'un assaut de la cité.
Henri IV, en homme avisé, sait qu'une offensive face à une telle armée serait vaine, et que rester dans la cité de Dieppe serait suicidaire. Après avoir averti le duc de Longueville et le duc d'Aumont, il décide d'aller vers le bourg d'Arques et d'y placer des moyens de défense importants : il y fait des travaux de terrassement et consolide les fortifications. Se rendant maître du terrain, il se prépare au choc frontal avec les Ligueurs menés par Charles de Mayenne.

## La bataille

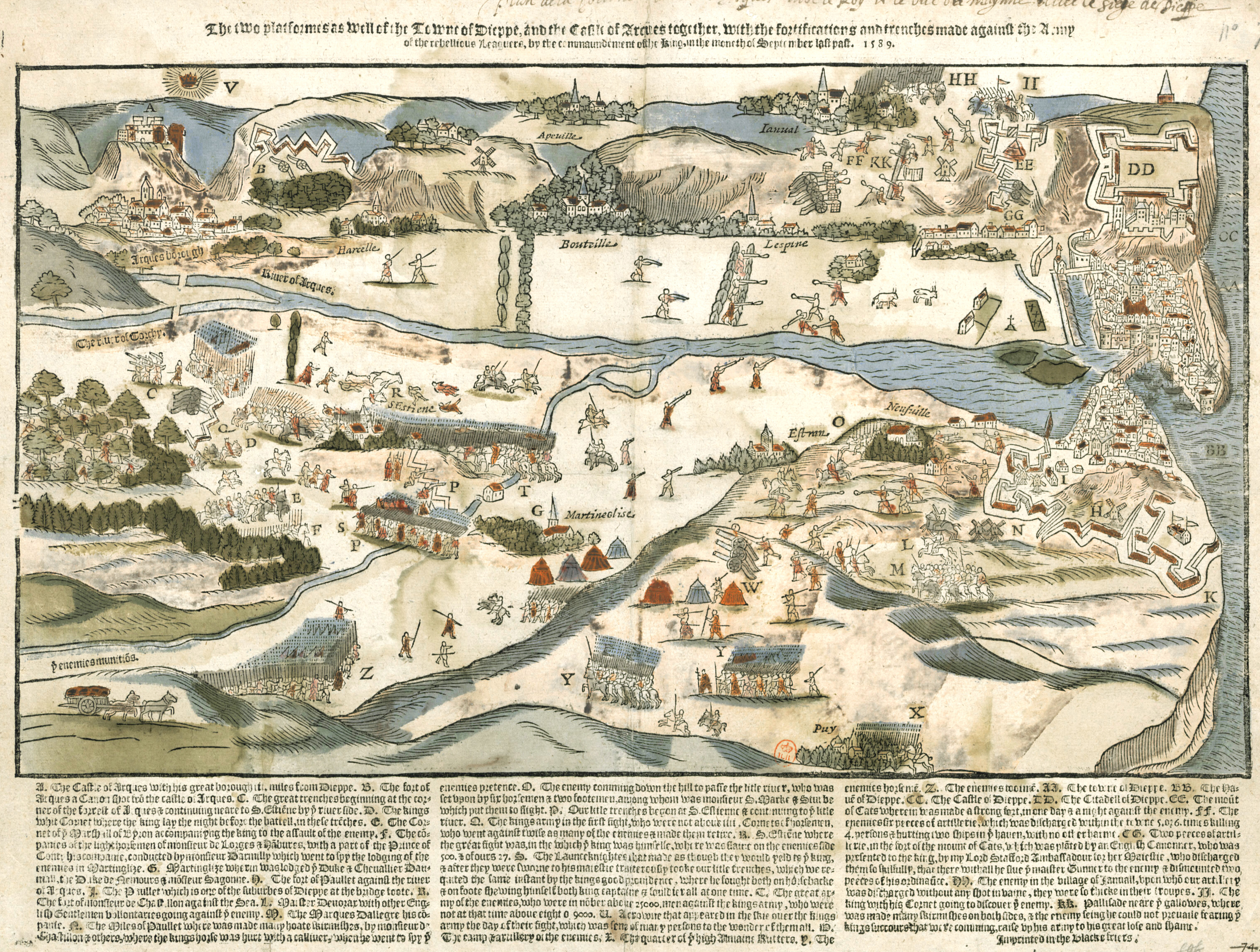
Plan anglais représentant les manœuvres militaires entre Dieppe et Arques (1589)

Entre le 15 septembre et le 29 septembre 1589, les Ligueurs menés par Charles de Mayenne lancent plusieurs assauts sur le bourg d'Arques et ses environs, mais l'élan du duc de Mayenne se retrouve vite brisé par l'artillerie royale. Ces attaques furent très meurtrières des deux côtés, et bientôt le manque d'hommes du côté d'Henri IV se fait cruellement sentir.
Le salut d’Henri IV vient de la mer le 23 septembre 1589 ; en effet, 50 Anglais, puis 1 200 Écossais et, enfin, 4 000 soldats envoyés par Élisabeth Ire débarquent d'Angleterre par vagues en moins de trois jours pour prêter main-forte au nouveau roi de France. 500 arquebusiers commandés par François de Coligny achèveront de faire basculer la victoire du côté du roi. Devant cette situation, le duc de Mayenne préfère abandonner, et Henri IV sort vainqueur de cette première confrontation.

## Lieu de mémoire
Une pyramide (en réalité un obélisque) dans la forêt d'Arques commémore la victoire d'Henri IV à cette bataille. Le monument a été inauguré le 6 septembre 1827 par la duchesse de Berry. Par ailleurs, le « point de vue de la Pyramide » constitue un site naturel classé depuis le 1er juin 1943.